# BMW Ljubljana Open 1995
Il BMW Ljubljana Open 1995 è stato un torneo di tennis facente parte della categoria ATP Challenger Series nell'ambito dell'ATP Challenger Series 1995. Il torneo si è giocato a Lubiana in Slovenia dall'8 al 14 maggio 1995 su campi in terra rossa.

## Vincitori

### Singolare
Jordi Burillo ha battuto in finale  Adrian Voinea con il punteggio di 6–2, 6–1

### Doppio
Nicklas Kulti /  Mikael Tillström hanno battuto in finale  Shelby Cannon /  Stefan Kruger con il punteggio di 6–4, 6–4